# West Memphis Three
Unter dem Namen West Memphis Three sind in den Vereinigten Staaten drei Männer (Jessie Misskelley, Jr., Jason Baldwin und Damien Echols) bekannt, die 1993 Morde an drei achtjährigen Jungen begangen haben sollen und dafür 1994 verurteilt wurden. Zur Tatzeit waren sie Teenager und teilweise minderjährig.

## Tat und Prozess
Zum Zeitpunkt der Tat waren die Beschuldigten zwischen 16 und 18 Jahre alt. Sie sollen im Mai des Jahres 1993 drei achtjährige Jungen misshandelt, gefesselt und ermordet haben, wobei einer der Jungen laut Autopsie an durch Messerwunden verursachtem Blutverlust starb, während die beiden anderen ertranken. Der älteste der drei mutmaßlichen Täter wurde zum Tod durch letale Injektion verurteilt, die beiden zum Zeitpunkt der Tat noch Minderjährigen zu Haftstrafen.
Der Polizei wurde später in verschiedenen Veröffentlichungen vorgeworfen, bei der Untersuchung des Falls nicht besonders sorgfältig recherchiert zu haben. So sollen Alternativhypothesen nicht überprüft und Spuren verwischt worden sein. Den Angeklagten war von der Justiz außerdem satanistisches Handeln unterstellt worden, wofür unter anderem die musikalischen Vorlieben und der Kleidungsstil der Angeklagten als Indizien interpretiert wurden.
Im Juli 2007 wurde neues forensisches Beweismaterial vorgelegt. Unter anderem wurde bekannt, dass die seinerzeit am Tatort gesicherten DNA-Proben mit keinem der Verurteilten übereinstimmten, wohl aber mit dem Stiefvater eines der Opfer und dessen Freund, mit dem er am Tattag zusammen gewesen sein soll.
Die Verteidigung des zum Tode verurteilten Hauptangeklagten beantragte daraufhin eine Anhörung zu einer Wiederaufnahme des Verfahrens, was der zuständige Richter im September 2008 jedoch ablehnte.
Der Oberste Gerichtshof des Staates Arkansas hob nach einer mündlichen Anhörung diese Entscheidung im November 2010 auf und ordnete für alle drei Verurteilten eine Anhörung an, die darüber entscheiden sollte, ob das Verfahren wieder aufgenommen werden soll.
Am 19. August 2011 wurde nach einer Absprache zwischen Anklage und Verteidigung in Verbindung mit der Anordnung einer zehnjährigen zur Bewährung ausgesetzten Strafe ihre Entlassung aus dem Vollzug angeordnet, da sie „die Strafe für ihr Verbrechen abgesessen“ hätten.

## Öffentliche Reaktionen

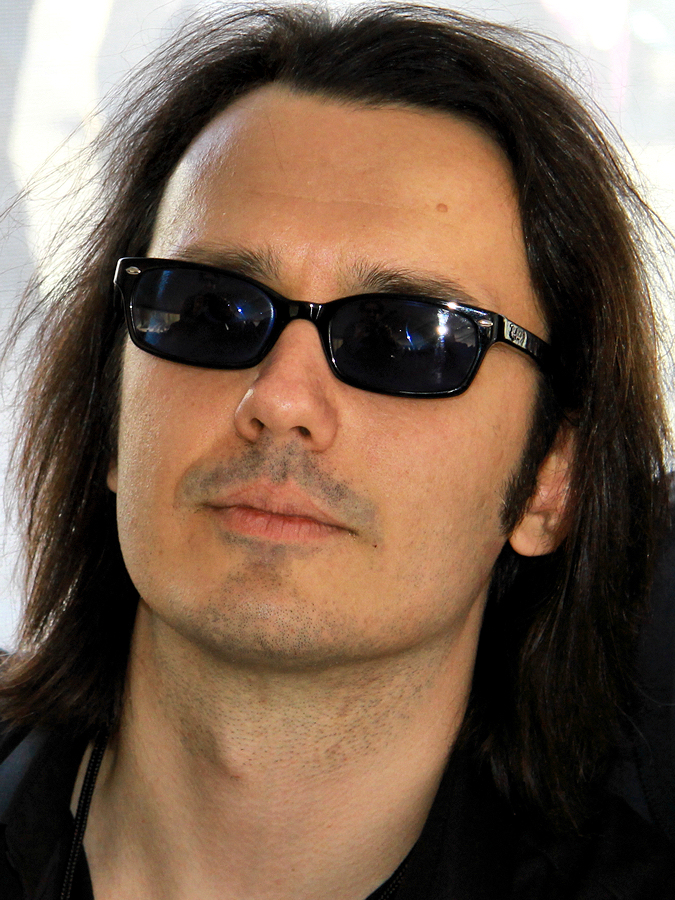
Damien Echols (2012)

Der Fall löste eine Welle der Solidarisierung mit den Verurteilten in der Öffentlichkeit aus. Unter anderem wurde 2002 von Henry Rollins das Musikalbum Rise Above: 24 Black Flag Songs to Benefit the West Memphis Three produziert, auf dem Künstler wie Lemmy Kilmister, Tom Araya, Nick Oliveri, Ryan Adams und Dean Ween von Ween gemeinsam mit der Rollins Band Songs der Gruppe Black Flag coverten und dessen Einnahmen den West Memphis Three zugutekamen. Zwei Jahre zuvor hatte Eddie Spaghetti einen Free the West Memphis 3 betitelten Sampler zusammengestellt, an dem sich unter anderem die Bands Rocket from the Crypt, L7 und Killing Joke beteiligt hatten. Andere Bands und Künstler wie etwa Pearl Jam, Alkaline Trio, Michale Graves, Sage Francis, Neil Finn, Disturbed und Zao widmeten den dreien Lieder, auch andere Prominente wie Johnny Depp, Winona Ryder, Trey Parker, Robert Smith und Regisseur Peter Jackson bekundeten ihre Solidarität.

## Mediale Rezeption
Der Fall wurde in mehreren Dokumentationen, die im amerikanischen Fernsehen ausgestrahlt wurden und sich kritisch mit der Arbeit von Polizei und Justiz auseinandersetzten, dargestellt. Die ersten beiden Teile der Paradise-Lost-Reihe, Das verlorene Paradies – Die Kindermorde in Robin Hood Hills (1996) und Paradise Lost 2: Revelations (2000), ließen durch eigenständige Ermittlungen des Filmteams neue Zweifel an der Schuld der Verurteilten aufkommen. Der dritte Teil der Reihe, Paradise Lost 3: Purgatory, wurde 2012 für einen Oscar in der Kategorie Bester Dokumentarfilm nominiert.
Außerdem erschienen die Bücher The Devil's Knot: The True Story of the West Memphis Three von Mara Leveritt sowie Blood of Innocents von Guy Reel. Der auf dem gleichnamigen Buch basierende Film Devil’s Knot – Im Schatten der Wahrheit feierte im September 2013 auf dem Toronto International Film Festival seine Premiere.
2012 erschien eine weitere Dokumentation zu dem Fall unter dem Titel West of Memphis, produziert von Peter Jackson unter der Regie von Amy Berg.